# Улугбек Марипов
Улугбек Марипов (кирг. Марипов Улугбек нар. 30 серпня 1979, Ноокатський район, Ошська область, Киргизька РСР) — киргизький державний і політичний діяч. З 3 лютого 2021 року прем'єр-міністр Киргизстану.

### Освіта
Закінчив Ошський технологічний університет і Ошський державний університет за спеціальностями "Фінанси і кредит" і "Юриспруденція"

### Трудова діяльність
1997-2001 - голова селянського господарства "Кизил Кетмен".
2001-2002 - провідний спеціаліст Міністерства фінансів Киргизстану.
2002-2003 - помічник голови Комітету з доходів при Мінфіні.
2003-2005 - помічник голови Баткенської області.
2005-2006 - консультант депутата Жогорку Кенеша.
2006-2008 - експерт сектору державного управління та місцевого самоврядування у відділі оргроботи та політики держуправління Адміністрації президента.
2008 - експерт сектору організаційної та контрольної роботи відділу оргроботи та політики держуправління Адміністрації президента.
жовтень 2008 — жовтень 2009 - державний інспектор відділу оргроботи і політики державного управління Адміністрації президента.
жовтень 2009 — квітень 2010 - інспектор служби організаційної та контрольної роботи Адміністрації президента.
2010 - начальник управління міжнародного співробітництва Міністерства надзвичайних ситуацій Киргизстану.
грудень 2010 — грудень 2011 - інспектор відділу організаційно-інспекторської роботи та територіального управління Апарату Уряду Киргизстану.
грудень 2011 — квітень 2015 - помічник президента Киргизстану.
29 квітня указом президента Улукбек Марипов призначений першим заступником Керівника Апарату президента Кирзизстану.
З березня 2016 року є головою Рахункової палати Кирзизстану
З 3 лютого 2021 року призначений прем'єр-міністром Киргизстану.